# Socjalistyczna Partia Ludowa (Indonezja)
Socjalistyczna Partia Ludowa (indonez. Partai Rakjat Sosialis) – socjalistyczna, indonezyjska partia polityczna założona w 1945 roku.

## Historia
Partia została założona w Dżakarcie przez Sutana Syahrira oraz indonezyjskich działaczy niepodległościowych. W grudniu 1945 roku, podczas zjazdu w Cirebon, partia połączyła się z Socjalistyczną Partią Indonezji tworząc Partię Socjalistyczną.